# 阿達斯 (密蘇里州)
阿達斯（英語：Ardath）是位於美國密蘇里州巴頓縣的鬼鎮。

## 歷史
阿達斯的郵局於1913年設立，其後於1914年停運。

## 地理
阿達斯所處的海拔為高於海平面267米（即876英呎），而該地所採用的時區為UTC-6，即北美中部時區（CST）。同時該地設有夏令時間，為UTC-6調快一小時，即UTC-5（CDT）。